# デイドリーム・ネイション
『デイドリーム・ネイション』（Daydream Nation）は、ソニック・ユースが1988年に発表した、通算第6作目のアルバム。アナログレコード2枚組トータルタイム70分を超える大作である。インディペンデント時代の集大成であり、25年を超えるキャリアの中で代表作としてあげられることも多い。
著名なドイツ人画家ゲルハルト・リヒターの作品Kerze (1982/1983) を使ったアルバムジャケットも有名である。
1987年発表のシスターと本作の間にマスターディックとチコーネユース名義でホワイティアルバムという二枚のエキストラアルバムを発表している。
2007年には、未発表のライヴ音源やボーナス・トラックを追加した2枚組デラックス・エディションも発売された。
『ローリング・ストーン誌が選ぶオールタイム・ベストアルバム500』に於いて、171位にランクイン。

## 収録曲
1. ティーン・エイジ・ライオット - Teenage Riot(6:57)
2. シルヴァー・ロケット - Silver Rocket (3:47)
3. ザ・スプラウル - Sprawl (7:42)
4. クロス・ザ・ブリーズ - 'Cross the Breeze (7:00)
5. エリックス・トリップ - Eric's Trip (3:48)
6. トータル・トラッシュ - Total Trash (7:33)
7. ヘイ・ジョーニ - Hey Joni (4:23)
8. プロヴィデンス -  Providence (2:41)
9. キャンドル - Candle (4:58)
10. レイン・キング - Rain King (4:39)
11. キッサビリティ - Kissability (3:08)
12. トリロジー: ザ・ワンダー - The Wonder (4:15)
13. トリロジー: ハイパーステーション - Hyperstation (7:13)
14. トリロジー: エリミネーター・ジュニア - Eliminator Jr. (2:37)